# Harper (película)
Harper (conocida como Harper, investigador privado en España y El blanco móvil en Hispanoamérica) es una película thriller estadounidense de 1966 con Paul Newman en el papel principal. La película está basada en la novela The Moving Target de Ross Macdonald . El guionista William Goldman recibió el premio Edgar Allan Poe en 1967 por este guion. 

## Argumento
El detective privado Lew Harper es contratado por la rica Sra. Sampson para que resuelva la misteriosa desaparición de su esposo Ralph. Nadie lo ha visto desde que regresó de Las Vegas en un viaje de negocios. Harper comienza la investigación con Allan Taggert, el piloto privado de Sampson. Pronto se da cuenta de que el millonario desaparecido no era muy popular entre sus conocidos y su esposa. 
La primera pista lleva a Harper a la ex actriz Fay Estabrook. Fay trabajó para Sampson como consultora astrológica. Mientras conoce a Fay, Harper conoce también a su sórdido esposo, Dwight Troy. 
Cuando llega una nota de rescate exigiendo un rescate de medio millón de dólares, está claro que hay más en la desaparición de Sampson: en realidad se trata de un secuestro. 
Harper se entera de que Troy, junto con el líder de la secta Claude, lidera una pandilla de contrabandistas que trafican con trabajadores extranjeros mexicanos a Estados Unidos. 
La cantante de bares adicta a las drogas Betty Fraley resulta ser la amante secreta de Taggert, pero también está informada sobre el negocio ilícito de Troy. 
Hay un tiroteo en la entrega del rescate. El dinero desaparece y Sampson también. Harper se entera de que Fay, Betty, Taggert y el conductor Eddie estaban detrás del secuestro. Troy se entera y tortura a Betty hasta que ella revela el escondite. Harper llega y dispara a Troy. 
Entonces Betty revela dónde se esconde Sampson y él informa a su amigo, el abogado que lo ayudó a conseguir este trabajo. Cuando llega al escondite, es derribado y encuentra a Sampson asesinado. Más tarde se encuentra con su amigo, quien admite haber matado a Sampson. Harper no puede cubrirlo. Su amigo le apunta con la pistola, pero la deja caer. 

## Secuela
Goldman adaptó otra novela de Macdonald, The Chill, pero no se llegó a rodar. Sin embargo, Paul Newman volvería a retomar el papel de Harper casi diez años después en The Drowning Pool (1975).